# Paul A. Holder
Paul A. Holder (* im 20. Jahrhundert) ist ein britischer Althistoriker und Bibliothekar.
Paul Holder studierte an der Universität Manchester und wurde dort 1979 promoviert. Beruflich ist er als Bibliothekar an der John Rylands University Library in Manchester tätig. Wissenschaftlich beschäftigt er sich mit römischer Militärgeschichte sowie Militärdiplomen.

## Veröffentlichungen (Auswahl)
- Studies in the Auxilia of the Roman Army from Augustus to Trajan. (= British Archaeological Reports. International Series 70). British Archaeological Reports, Oxford 1980, ISBN 0-86054-075-8 (Dissertation).
- The Roman Army in Britain. Batsford, London 1982, ISBN 0-7134-3629-8.
- mit Margaret M. Roxan: Roman Military Diplomas  Band 4. London 2003.
- Roman Military Diplomas  Band 5. London 2006.